# D-Wave Systems
D-Wave Systems, Inc.（ディー・ウェイブ・システムズ）は、カナダブリティッシュコロンビア州バーナビーを拠点とする量子コンピュータ企業である。

## 概要
2011年5月11日、D-Wave Systemsは「世界初の商用量子コンピュータ」を謳ったD-Wave Oneを発表した。D-Wave Oneは、128量子ビットで、量子焼きなまし法（量子アニーリング）により最適化問題を解く、断熱量子コンピュータである、と述べられている。2013年5月、NASA、Google、USRAが共同で、512量子ビットD-Wave Twoを使用した「Quantum Computing AI Lab」を設立することが発表された。D-Wave Twoは機械学習やその他の研究分野で使用されるとされた。
D-Wave OneはD-WaveのOrion量子コンピュータといった初期プロトタイプに基づいて作られた。このプロトタイプは、16量子ビット断熱量子コンピュータで、2007年2月13日にカリフォルニア州マウンテンビューのコンピュータ歴史博物館で披露された。D-Waveは、2007年11月12日に、28量子ビット断熱量子コンピュータと彼らが主張する製品を披露した。
チップはカリフォルニア州パサデナにあるNASAのジェット推進研究所のマイクロデバイス研究所で製造された。

## 技術解説

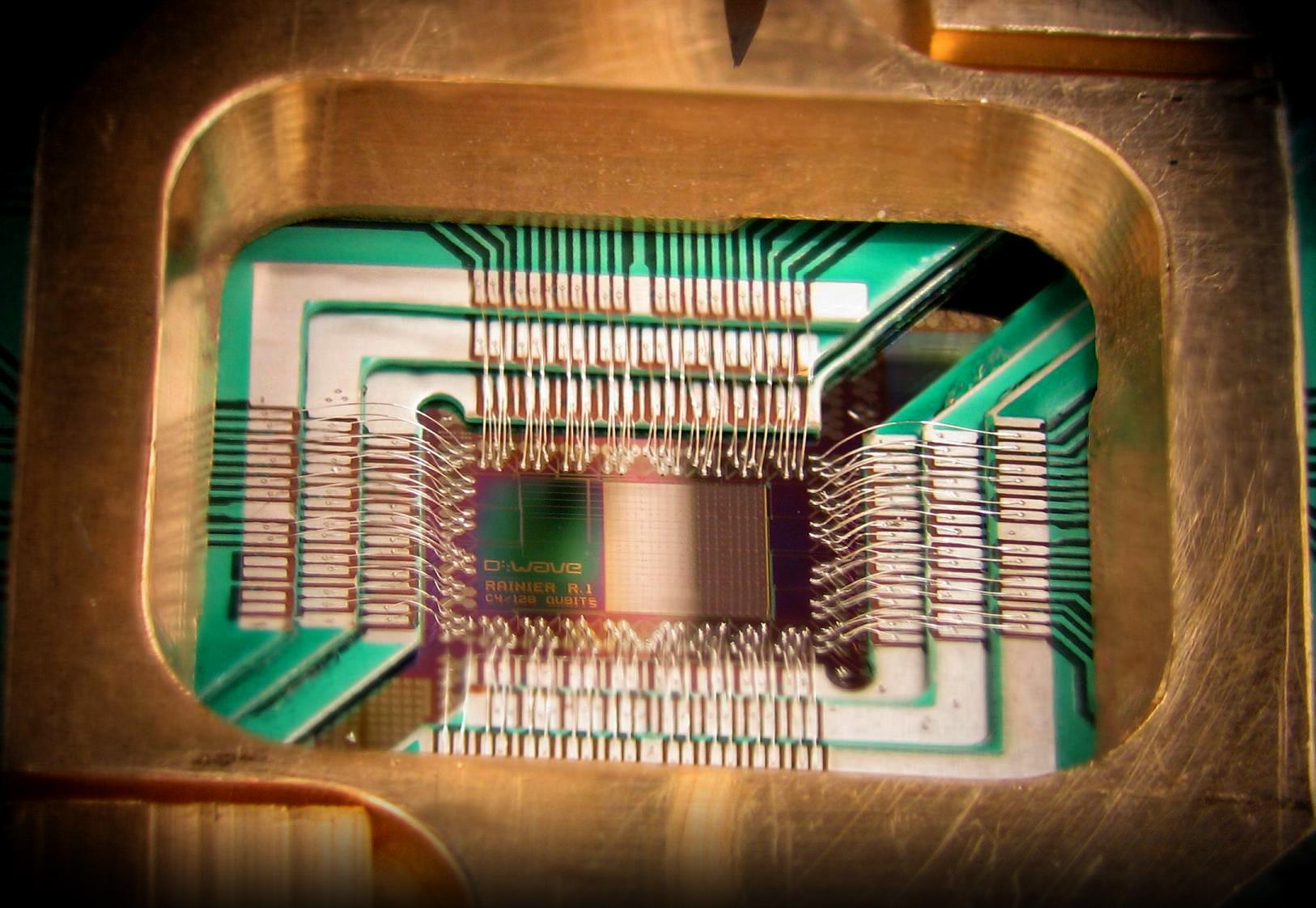
サンプルホルダーにマウントされたD-Wave Systems Inc.製チップの写真。128クビット超伝導断熱量子最適化プロセッサとして作動するように設計されている。

2010年6月現在、D-Waveのプロセッサは、最大128対の超伝導磁束量子ビットを持つプログラム制御可能な超伝導集積回路からなると発表されている。このプロセッサは、汎用ゲートモデル量子コンピュータとして作動するものではなく、特殊用途の断熱量子最適化アルゴリズムを実装するよう設計されている。通常言われているような汎用型量子コンピュータではなく、古典コンピュータでも実装されているシミュレーテッドアニーリングをハードウェアで実現し、より効率的に組み合わせ最適化問題を実行するためのコンピューターである。
このように、D-Waveは量子アニーリングを直接ハードウェア的に実現する装置を開発したが、これは微小な超伝導閉回路を基本素子として、閉回路上を超伝導電流が右に回るか左に回るかを利用している。超伝導閉回路上で超伝導電流が実際にどちらに回っているかは測定するまで不確定であり、2つの状態の量子力学的な重ね合わせが実現されている。また、演算回路が超伝導素子で構成されているので、演算自体はほとんど電力を消費しないという特徴があり、これは通常の計算機との違いのひとつである。
D-Waveはウェブサイト上で査読済み技術文献の一覧を公表している。

## 歴史

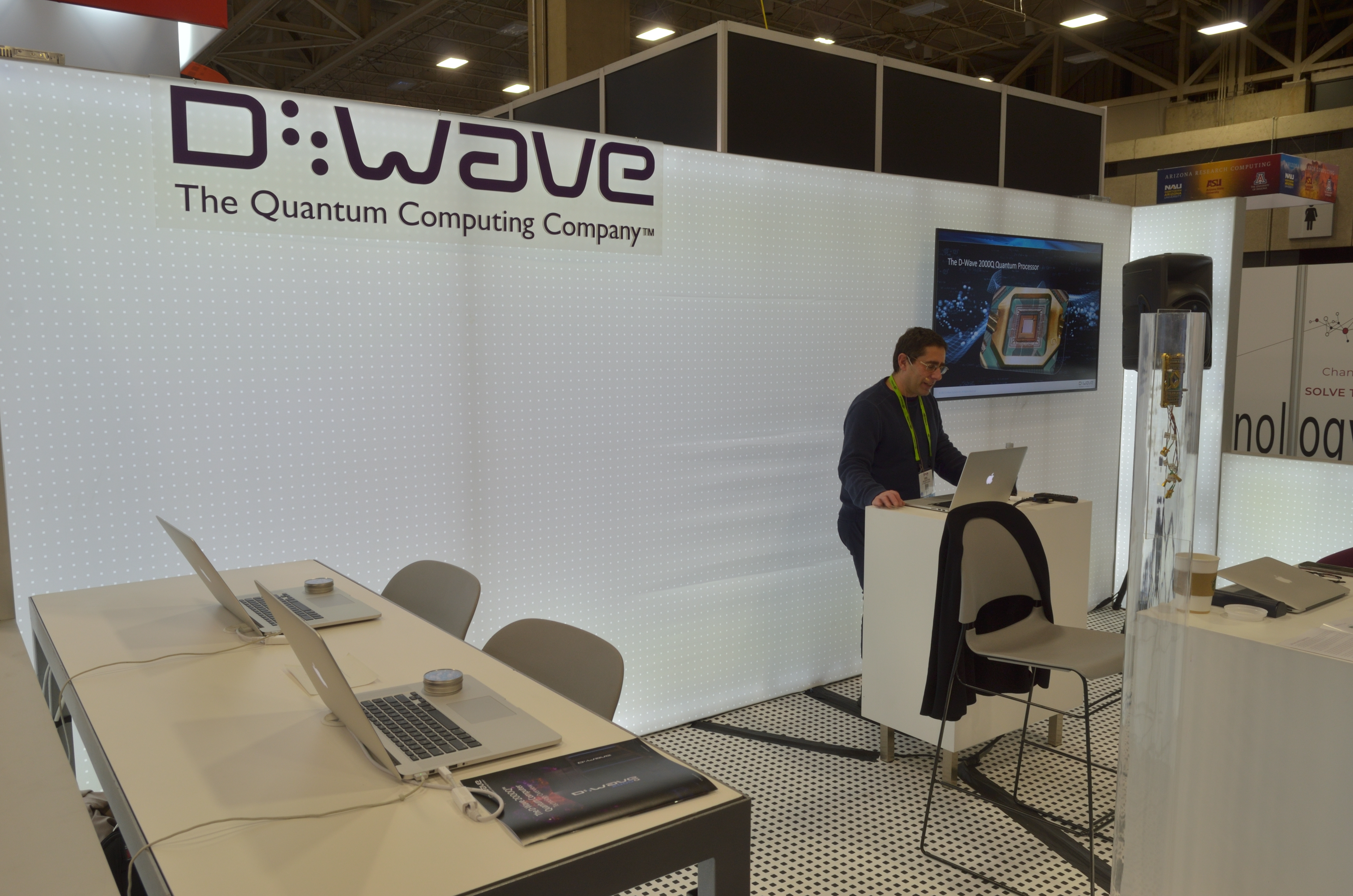
2018年 SC18でのD-Waveのデモブース

D-Waveは、Haig Farris（元取締役会長）、Geordie Rose（CTO、元CEO）、Bob Wiens（元CFO）、Alexandre Zagoskin（元VP研究および主任研究員）によって設立された。Farrisはブリティッシュコロンビア大学で起業家コースを教えており、Roseは同大学でPh.Dを取得し、Zagoskinは博士研究員だった。企業名は、d波超伝導体を使用した彼らの初の量子ビットデザインを指している。
D-Waveはブリティッシュコロンビア大学から分かれて運営されていたが、物理および天文学科とのつながりを維持していた。D-Waveは量子計算の学術研究に資金を供給していたため、研究者とのネットワークを構築していた。D-Waveはブリティッシュコロンビア大学、イエナ光子技術研究所、シャーブルック大学、トロント大学、トゥウェンテ大学、チャルマース工科大学、エアランゲン大学、ジェット推進研究所と共同研究を行った。
これらの研究者はD-Waveの研究者や技術者と共同研究を行った。D-Waveの査読済み技術文献の一部はこの時期のものである。一部の文献はD-Waveの従業員が著者であるが、彼らのパートナーの従業員が含まれるか単独のものもある。2005年現在、これらのパートナーシップはD-Waveのウェブサイトには記載されていない。
D-Waveは、現在のバーナビーの郊外に移転する前は、カナダのバンクーバーの様々な場所やブリティッシュコロンビア大学の研究スペースで仕事をしていた。

## オリオン・プロトタイプ
2007年2月13日、D-Waveはカリフォルニア州マウンテンビューのコンピュータ歴史博物館で3つの異なるアプリケーションを走らせたオリオンシステムを披露した。これはおそらく量子コンピュータおよび関連する設備に関する初の公開実演であった。
はじめのアプリケーションは、パターンマッチングの一例で、分子のデータベース内の既知の薬剤に似た化合物の検索を実行した。次のアプリケーションは、ゲスト間の相性に依存するイベントでの席の配置を計算した。最後は数独パズルの解決を含んでいた。
D-Waveの「オリオン量子計算システム」の中心にあるプロセッサは、磁場中の2次元イジング模型と関連した特定のNP完全問題を解くように設計されたハードウェアアクセラレータである。D-Waveはこのデバイスを16-クビット超伝導断熱量子コンピュータプロセッサと表現している。
D-Waveによれば、パターンマッチングといったNP完全問題の解決に必要なアプリケーションを走らせるフロントエンドはこの問題をオリオンシステムに渡す。しかしながら、D-WaveはこのシステムがNP完全問題を多項式時間で解けるとは主張していない。
D-Waveの創設者で最高技術責任者のGeordie Roseによれば、NP完全問題は「どんなに大きく、速く、進んだコンピュータを使用してもおそらく厳密には解けない」ため、オリオンシステムを用いた断熱量子コンピュータは近似解を素早く計算するよう意図されている。

### 2009年のGoogleによる実演
2009年12月8日火曜日、Conference on Neural Information Processing Systemsにおいて、Hartmut Nevenに率いられたGoogleの研究チームは2値画像分類器をトレーニングするためにD-Waveのプロセッサを使用した。

## D-Wave Oneコンピュータシステム
2011年5月11日、D-Wave Systemsは、128クビットプロセッサ上で動く統合量子コンピュータシステム、D-Wave Oneを発表した。D-Wave Oneで用いられたプロセッサ（コードネーム: Rainier）は、離散最適化と命名された単一の数学的演算を実行する。Rainierは最適化問題を解くために量子焼きなましと呼ばれるプロセスを使用する。D-Wave Oneは世界初の商用量子コンピュータシステムであると主張されている。価格はおよそ1千万ドルの予定である。
Matthias TroyerとDaniel Lidarによって率いられた研究チームは、D-Wave Oneでの量子焼きなましの証拠はあるが、古典的コンピュータと比べた高速化は見られないことを明らかにした。彼らは、D-Wave Oneと同じ特定の問題を解くように最適化された古典的アルゴリズムを実装した。

### ロッキード・マーティンとD-Waveの協力
2011年5月25日、ロッキード・マーティンは、ロッキードの最も挑戦的な計算問題のいくつかに適用される量子焼きなましプロセッサに基づいてベネフィットを実現するため、D-Wave Systemsと複数年契約を交わした。この契約はD-Wave One量子コンピュータシステムのメンテナンス、関連サービス、購入を含んでいる。

### タンパク質構造の決定を解く最適化問題
2012年8月、ハーバード大学の研究者らのチームは、量子コンピュータを使用してこれまでに解かれた最大のタンパク質フォールディング（折り畳み）問題の結果を示した。研究者らはD-Wave One量子コンピュータ上で、Miyazawa-Jerniganモデルとして知られる格子タンパク質フォールディングモデルの事例を解いた。

## D-Wave Twoコンピュータシステム
2012年初頭、D-Wave Systemsは512-クビット量子コンピュータ（コードネーム: Vesuvius）を公開した。
2013年5月、D-Waveの相談役として雇用されているCatherine McGeochは、最適化アルゴリズムの実行に関するD-Waveの技術と通常の最上位デスクトップコンピュータの初めての比較を発表した。439クビットの構成を使用して、このシステムは従来型計算機上の最良のアルゴリズム（CPLEX）よりも3600倍速く（0.5秒 vs 30分）100あるいそれ以上の変数を持つ問題を解いた。しかしながら、McGeochはこの比較が「ジェネリックなコンピュータは特定の問題を解くことに特化したデバイスよりも常に性能が劣るため、あまりフェアではない」ことを認めた。この結果は、Computing Frontiers 2013 conferenceで発表された。
2013年3月、英国物理学会での断熱量子計算ワークショップにおいて一部の研究者グループが、間接的なものに限られるものの、D-Waveのチップ上での量子もつれの証拠を提示した。
2013年5月、NASA、Google、大学宇宙研究協会 (USRA) が共同で、アメリカ、カリフォルニアのエイムズ研究センターのNASA Advanced Supercomputing Divisionに512クビットD-Wave Twoを使用した量子人工知能研究所を設立することが発表された。D-Wave Twoは機械学習やその他の研究分野で使用されるとされた。

## 論争の歴史
D-Waveは当初、量子計算分野の一部の科学者から批判を受けた。しかし、2013年5月16日、NASAおよびGoogleは大学のコンソーシアムと共に、D-Waveのコンピュータが人工知能の創造にどのように使うことができるかを研究するためのD-Waveとのパートナーシップを発表した。このパートナーシップの発表に先立ち、NASA、Googleおよび大学宇宙研究協会は、D-Waveのコンピュータに関して一連のベンチマークおよび承認テストを行い、D-Waveのコンピュータはこれらをパスした。独立した研究者らは、D-Waveのコンピュータがデジタル計算機上で動作する特定のソフトウェアパッケージよりも3600倍早く同じ問題を解くことができることを明らかにした。その他の独立した研究者らは、シングルアコアのデスクトップコンピュータ上で動作する異なるソフトウェアパッケージがそれらの同じ問題をD-Waveのコンピュータと同等あるいはそれよりも速く（二次割当問題では少なくとも1万2千倍、2次非制約型2値最適化問題では1から50倍速く）解くことができることを明らかにした。
2007年、カリフォルニア大学バークレー校教授で量子計算量理論の創始者であるUmesh Vaziraniは以下のように批判した。

彼らの主張する古典的アルゴリズムに対する高速化は、私の仲間のvan DamとMoscaと私が「The power of adiabatic quantum computing」で書いた誤解に基づくものと思われる。この高速化は残念ながら実現することはできず、したがってD-Waveの「量子コンピュータ」が真の量子コンピュータになったとしても、数千クビットまで拡張されたとしても、古典的コンピュータより高速になることはない。

カリフォルニア大学サンタバーバラ校の教授Wim van Damは、2008年時点での科学コミュニティーの総意をNature Physics誌上で要約した。

現時点では、D-Waveの量子コンピュータが古典的コンピュータと本質的に同等かそうでないかをいうことは不可能である。したがって、彼らのエラー率についてより知られるまでは、「caveat emptor」（買主をして警戒せしめよ; 買主危険負担）ということしかできない。

2011年5月12日のNature誌で、D-Waveのチップが量子計算に必要な量子力学的性質の一部を有していることを証明した論文が発表された。この論文がNatureに掲載されるより前は、D-Waveのコンピュータは実際に量子コンピュータであるかという証明を欠いているとの批判があった。にもかかわらず、D-Waveのデバイス内での量子もつれの決定的な実験的証拠が欠けていたため、疑問が残された。
マサチューセッツ工科大学 (MIT) 教授で自称「主任D-Wave懐疑論者」であったScott Aaronsonは当初、D-Waveの実演はコンピュータの働きに関して何も証明していないと述べた。Aaronsonは、有用な量子コンピュータには物理学における大規模な飛躍的進歩が必要であり、これは物理学コミュニティーでは発表あるいは共有されていないと述べた。2011年5月、Aaronsonは見解を更新し、「主任D-Wave懐疑論者を退く」と発表し、2011年2月のD-Waveへの訪問に基づく「懐疑的だが肯定的」な見解を発表した。Aaronsonは、D-Waveに関する彼の新たな立場の最も重要な理由の一つは前述のNatureに掲載された論文であると主張した。2013年5月16日、Aaronsonは再び懐疑的な立場に戻った。現在Aaronsonは、D-Waveのコンピュータが古典的コンピュータよりも3桁高速であるとする結果を拒絶し、D-Waveを批判している。
1998年に量子アニーリングを初めて提案した論文の著者である西森秀稔は、量子アニーリングについて、「量子力学を使わない手法に比べて高速化が見込めることが明確に示された」とし、D-waveについては「D-Wave社のマシンが量子効果を使って動いているかどうかについて論争があったが、ほぼ決着がついてる」と自身のホームページで2015年現在主張している。

## 発展資料
- 西森秀稔 (2014). "量子アニーリングとD-Wave". 情報処理学会論文誌 (Information Processing Society of Japan) 55: 3.